# スーパージャンプ
『スーパージャンプ』（SUPER JUMP）は、かつて集英社が発行していた日本の青年漫画雑誌。1986年創刊、2011年休刊。略称は「SJ」など。

## 概要
1986年、『週刊少年ジャンプ』編集長であった西村繁男によって創刊。創刊号は『週刊少年ジャンプ 1986年12月20日増刊号』として出版されたが、その後1988年11月号より月刊誌として独立創刊した。1991年7月より月2回刊となり、2011年10月12日発売の21・22合併号を以て休刊となった。後継誌となる月2回刊誌『グランドジャンプ』と月刊誌『グランドジャンプPREMIUM』は、本誌と同じく月2回刊青年漫画誌であった『ビジネスジャンプ』との合併の上で新創刊された。
『週刊少年ジャンプ』を擁する集英社第3編集部傘下の雑誌であったため、単行本はジャンプ・コミックス デラックスより発行されていた。初期にはジャンプ・コミックスから発行される作品もあった。
なお、『月刊少年ジャンプ』が1982年から1983年にかけて刊行した増刊号も本誌と同名の『スーパージャンプ』であったが、本誌と直接の関連性（掲載作品や編集体制の継承）は存在しない。

## 特色
『WJ』を卒業した読者層を想定して創刊されたため、執筆陣には元『WJ』連載作家が多く、『曉!!男塾 青年よ、大死を抱け』や『リングにかけろ2』など、『WJ』で連載されていた作品の続編もあった。
2000年代に入ってからは『週刊ヤングジャンプ』や『ビジネスジャンプ』（以下『BJ』）の元編集長などが異動してきたことで、それらの雑誌で執筆していた作家の移籍もみられるなど、次第に作家陣の顔ぶれが変わり、休刊時には『WJ』系の作家は少数派となった。

## 歴代編集長
- 西村繁男（1986年12月 - ?）創刊編集長。
- 堀内丸恵
- 鈴木晴彦[4]
- 伊東健介
- 古田秀樹（2004年 - 2006年）
- 清宮徹（2006年 - 2009年）
- 田中純[5]（2009年 - 2010年6月）
- 中村泰造（2010年6月[6] - 2011年10月）

## 連載作品
- 本誌連載作品のみに限り、増刊連載作品は含まないものとする。
- 掲載順は連載開始順とし、連載開始時期が不明のものについては末尾にまとめている。また開始年のみが判明しているものについては各年の末尾に記載する。
- 「←」は移籍元の、「→」は移籍先の雑誌を示す。
- 2008年21号綴じ込み付録に収録された「SJ全連載作品リスト」に創刊から2008年当時までの一覧が掲載。

### 1980年代開始

#### 『WJ』増刊時代開始
- コブラ〜聖なる騎士伝説 （寺沢武一）1986年 - 1988年
- ふんどし刑事ケンちゃんとチャコちゃん（徳弘正也）1986年 -（独立創刊後は不定期連載）- 1990年3月号
- 赤龍王（本宮ひろ志）1987年2号 - 同年3号（その後、週刊少年ジャンプ特別編集の総集編5巻、6巻に描き下ろし掲載で完結）←『週刊少年ジャンプ』
- せさみ☆すとりーと（まつもと泉）1988年1号 - 1992年4号
- マーダーライセンス牙（平松伸二）1988年6号 - 1994年8号。
- ぱらのい屋劇場（あろひろし）1988年6号 - 1991年2月号

#### 独立創刊後の開始
- あした翔ける（原作：布施博一、漫画：石川サブロウ）1988年11月号 - 1989年7月号
- あすぴりんDANDY（富沢順）1988年11月号 - 1990年9月号
- すてきな愛の物語（原作：滝直毅、漫画：小成たか紀）1988年11月号 - 1989年4月号
- ナースステーション（原作：高山よしのり、漫画：田中つかさ）1988年11月号 - 1990年12月号
- 極楽ファミリー（唯洋一郎）1989年1月号 - 2001年6号
- グレートホース（高橋よしひろ）1989年5月号 - 1992年12号
- THE SUPER FICTION（三浦みつる）1989年5月号 - 1990年4月号
- ヒューマンライフ'89（ひすゎし）1989年5月号 - 1989年11月号
- アイディア半太（原作：倉石俊、漫画：池田文春）1989年8月号 - 1990年5月号

### 1990年代前半開始
- マボちゃんDAY BY DAY（田中久志）1990年2月号 - 1996年1号
- ムービー・ドリーム（原作：永井久晴、漫画：南幸ノ丞）1990年2月号 - 1990年8月号
- サンプリングフューチャー（足立たくじろう）1990年5月号 - 1991年5月号
- EATER（うすね正俊）1990年8月号 - 1991年10号
- FIGHTING COCK（あだちつよし）1990年9月号 - 1992年17号
- 17ANS（小谷憲一）1990年10月号 - 1995年24号
- もーにんぐMOON（富沢順）1991年2月号 - 1992年11号
- ゼロ THE MAN OF THE CREATION（原作：愛英史、漫画：里見桂）1991年3月号 - 2011年21・22合併号
- ミキストリ（巻来功士）1991年5月号 - 1995年24号
- WOW! F1（池沢さとし）1991年7月号 - 1992年6号
- ダイヤモンドがまぶしくて（小泉裕洋）1991年10号 - 1992年23号
- 眉引きの鉄（数浜鉄巳）1991年11号 - 1992年1号
- 夢幻の如く（本宮ひろ志）1991年12号 - 1995年15号
- 抱きしめたい（高梨みどり）1991年17号 - 1993年16号
- 夜逃げ屋本舗（原作：永井泰宇、漫画：柳澤一明）1992年5号 - 1992年18号
- 緋が走る（原作：ジョー指月、漫画：あおきてつお）1992年12号 - 1997年24号
- GOLDEN BOY（江川達也）1992年15号 - 1997年20号
- 我が人生にゴルフあり（原作：高橋三千綱、漫画：幡地英明）1992年24号 - 1995年1号、→増刊
- 企業戦士YAMAZAKI（富沢順）1993年2号 - 1998年24号
- むしむしころころ（原作：武論尊、漫画：あだちつよし）1993年4号 - 1996年18号
- ネイチャー・パイロット（天沼俊、協力・指導：伊藤幸司）1993年10号 - 1994年13号
- ギャルな奥さま♥（茶花ぽこ）1993年18号 - 1999年1号
- 人事課長鬼塚（渡辺獏人）1994年13号 - 2001年3号、→『OhSJ』
- カリブト絵巻（岩谷テンホー）1994年14号 - 1998年18号
- 君だけに愛を（原作：集新矢、漫画：金井たつお）1994年8号 - 1995年1号

### 1990年代後半開始
- 炎の料理人 周富徳（総合企画・原案：KISHO、原作：荒仁、漫画：今泉伸二）1995年3号 - 1998年1号
- スーパーまるでん（森下裕美）1995年6号 - 2002年3号
- 世紀末博狼伝サガ（宮下あきら）1995年10号 - 1998年18号
- あかね色の風 -新撰組血風記録-（車田正美）1995年20号 - 1996年16号
- 愛修羅 ザ レジェンド（平松伸士）1995年20号 - 1996年16号
- SPACE ADVENTURE COBRA〜ザ・サイコガン（寺沢武一）1995年
- 交通事故鑑定人 環倫一郎（原作：梶研吾、漫画：樹崎聖）1996年2号 - 2001年19号
- 競艇少女（原作：寺島優、漫画：小泉裕洋）1996年11号 - 1998年3号、翌年より第二部開始
- 竹田副部長（とがしやすたか）1996年16号 - 2011年21・22合併号、→『グランドジャンプ』（「竹田役員待遇」に改題）
- ゴンタクレ（蔦二郎）1996年19号 - 1997年7・8合併号、→増刊
- 温泉へゆこう!（中西やすひろ）1996年20号 - 2001年14号
- ロマンス（高見まこ）1997年3号 - 2000年1号
- 瑠璃子女王の華麗なる日々（巻来功士）1997年9号 - 1998年8号、←『OhSJ』
- SHOW!（小谷憲一）1996年9号 - 1997年1号
- DESIRE（小谷憲一）1997年10号 - 2006年8号
- 狂四郎2030（徳弘正也）1997年21号 - 2004年16号
- PIT BULL -闘牛-（あだちつよし）1998年1号 - 1999年2号
- 魚人荘から愛をこめて（一色まこと）1998年4号 - 1998年13号
- たそがれの夢（巻来功士）1998年18号 - 1999年17号
- マーダーライセンス牙&ブラックエンジェルズ（平松伸二）1998年19号 - 2004年3号
- 大空港（原作：城アラキ、漫画：野口賢）1999年1号 - 2001年3号
- GUN DRAGON Σ（寺沢武一）1999年4号 - 同年11号
- 東京（立原あゆみ）1999年7号 - 2002年10号
- 食卓の騎士（原作：武王丸、漫画：今泉伸二）1999年10号 - 2000年14号、→『OhSJ』
- 競艇少女 -第2部 プロ編-（原作：寺島優、漫画：小泉裕洋）1999年12号 - 2003年13号
- GO FOR ぶれいく（武論尊、あだちつよし）1999年21号 - 2000年20号
- ETRANGER -エトランゼ-（原作：梶研吾、漫画：富沢順）1999年22号 - 2002年16号

### 2000年代前半開始
- ナッちゃん（たなかじゅん）2000年1号 - 2007年3号、←『OhSJ』
- リングにかけろ2（車田正美）2000年4号 - 2008年24号
- JIN-仁-（村上もとか）2000年9号 - 2010年24号
- SPACE ADVENTURE COBRA～マジックドール（寺沢武一）2000年 - 2002年、中断、後に『コミックフラッパー』で続編
- ゆきのいろ（石川サブロウ）2001年3号 - 2002年3号、→『OhSJ』
- 大志ー遥かなる道ー（原作：坂田信弘、漫画：高橋よしひろ）2001年4号 - 2002年1号
- 曉!!男塾 青年よ、大死を抱け（宮下あきら）2001年13号 - 2010年10号
- どんまい!（原作：矢島正雄、漫画：若狭たけし）2001年21号 - 2003年3号、2005年19号 - 2006年2号
- Oh!透明人間21（中西やすひろ）2002年3号 - 2004年12号、→『OhSJ』
- キメラ（緒方てい）2002年4号 - 2007年4号
- リストラ大王（立原あゆみ）2002年13号 - 2003年4号
- ソラリウム（伊藤圭一）2002年16号 - 2003年12号
- 江戸前鮨職人きららの仕事（原作：早川光、漫画：橋本孤蔵）2002年19号 - 2007年9号、←『MANGAオールマン』、翌年より「 - きららの仕事 ワールドバトル」に改題して継続
- 蒼き大地ブフ（原作：鍋田吉郎、漫画：戸田邦和）2003年3号 - 2003年18号
- 王様の仕立て屋〜サルト・フィニート〜（大河原遁）2003年14号 - 2011年21・22合併号、→『グランドジャンプPREMIUM』（「王様の仕立て屋 〜サルトリア・ナポレターナ〜」に改題）
- KUROFUNE 黒船（原作：周良貨、漫画：森左智）2003年16号 - 2004年15号
- MARENGO ナポレオンが愛した馬（やまさき拓味）2004年1号 - 同年15号
- Sweets!（赤坂一夫）2004年2号 - 同年12号
- GUN DRAGON II（寺沢武一）2004年3号 - 同年10号
- BIG乳Sです!（七瀬あゆむ）2004年4号 - 2005年2号
- RING（島袋光年）2004年8号 - 2005年6号
- バーテンダー（原作：城アラキ、作画：長友健篩）2004年11号 - 2011年21・22合併号、→『グランドジャンプ』
- おしとね天繕（山口譲司）2004年16号 - 2007年1号
- 大江戸バーリトゥード（原作：福内鬼外、漫画：山根和俊）2004年17号 - 2005年7号
- 天職貴族 モン次郎（つの丸）2004年19号 - 2005年16号
- 青侠 ブルーフッド（原作：江戸川啓視、漫画：石渡洋司）2004年22号 - 2005年13号

### 2000年代後半開始
- 昭和不老不死伝説 バンパイア（徳弘正也）2005年2号 - 2006年18号、「近未来不老不死伝説-」に改題して継続
- 働け!メモリちゃん（若狭たけし）2005年3号 - 2007年12号
- 大阪RED あの頃、俺達は…（高橋幸慈）2005年5号 - 同年14号
- 黒服物語（原作：倉科遼、漫画：成田マナブ）2005年9号 - 2006年15号
- 世紀末リーダー伝たけし!完結編（島袋光年）2005年14号 - 同年23号、←『週刊少年ジャンプ』
- オサムシ教授の事件簿（山口よしのぶ）2005年15号 - 2006年16号
- 実録鬼嫁日記（原作：カズマ、漫画：イトカツ）2005年17号 - 2006年20号
- トイレの花ちゃん（吉川新）2005年18号 - 2007年7号
- HOOK -フック-（原作：金成陽三郎、漫画：高橋ゆたか）2005年20号 - 2006年22号
- 狗ハンティング（原作：夢枕獏、構成：子安秀明、作画：野口賢）2005年23号 - 、→『OhSJ』
- ザ・ファンドマネージャー（原作：周良貨、漫画：岩田やすてる）2006年1号 - 同年20号
- 死神監察官雷堂（渡辺獏人）2006年8号 - 2010年2号
- ヘブンズ・ドライブ（山本マサユキ）2006年12号 - 2007年12号
- 美少女いんぱら!（北村游児）2006年16号 - 2011年21・22合併号
- DESIRE 2nd season（小谷憲一）2006年17号 - 2010年5号、※月1回連載。
- 近未来不老不死伝説 バンパイア（徳弘正也）2006年19号 - 2008年11号、「昭和不老不死伝説 - 」からの改題
- 銀のアンカー（三田紀房、関達也）2006年21号 - 2009年13号
- NEWSMAN（原作：矢島正雄、漫画：ふんわり）2006年23号 - 2007年13号
- 警視庁美人局（山口譲司）2007年2号 - 2009年2号
- 華なりと（原作：倉科遼、漫画：月島薫）2007年5号 - 2008年14号
- ショートソング（原作：枡野浩一、漫画：小手川ゆあ）2007年8号 - 同年24号
- ケ・セラ・セラ（玉越博幸）2007年14号 - 2009年4号
- 瑠璃の方船（原作：夢枕獏、漫画：海埜ゆうこ）2007年16号 - 2008年6号
- 高円寺チェリーボーイズ（原作：サンボ・チョップ、漫画：東村アキコ）2007年21号 - 2008年10号、※単行本化に際し「テンパリスト☆ベイビーズ」と改題。
- 臏 〜孫子異伝〜（星野浩字）2007年22号 - 2011年21・22合併号、→『グランドジャンプPREMIUM』
- 江戸前鮨職人きららの仕事 ワールドバトル（原作：早川光、漫画：橋本孤蔵）2008年1号 - 2010年7号 、「 - きららの仕事」からの改題
- トクボウ 朝倉草平（高橋秀武）2008年2号 - 2010年21号
- プリンシパル 諭吉の学校（原作：鍋田吉郎、漫画：岩田やすてる）2008年4号 - 2008年19号
- フレフレ少女（原作：橋本裕志・渡辺謙作、漫画：よしづきくみち）2008年8号 - 2008年21号
- 毒×恋（克・亜樹）2008年13号 - 2009年17号
- ふぐマン（徳弘正也）2008年16号 - 2010年14号
- 渡職人残侠伝 慶太の味（原作：早川光、漫画：橋本孤蔵）2008年17号 - 23号、→『OhSJ』および本誌単発掲載（2011年18号まで）、「きららの仕事」の外伝
- ゴタ消し -示談交渉人 白井虎次郎-（大沢俊太郎）2008年22号 - 2011年21・22合併号
- ナギ戦記（内野正宏）2009年2号 - 同年15号
- BENGO!（きたがわ翔、企画協力・監修：元榮太一郎（弁護士ドットコム代表））2009年6号 - 2010年13号
- おくさま予備校（山口譲司）2009年14号 - 2010年2号
- 君のナイフ（小手川ゆあ）2009年15号 - 2011年21・22合併号、→『グランドジャンプPREMIUM』
- 本屋さんにききました。（若狭たけし）2009年19号 - 2011年6号
- ゴクジョッ。〜極楽院女子高寮物語〜（宮崎摩耶）2009年20号 - 2011年21・22合併号、←『ケータイ★まんが王国』、→『グランドジャンプ』
- うっかり♥マリ子さん（葉月京）2009年22号 - 2010年15号

### 2010年代開始
- スカイハイ4（フォア）（髙橋ツトム）2010年4、13号、←『漫革』
- 天下人ソウル（鮫島真）2010年9号 - 同年23号
- そして、僕は君に還る（小谷憲一）2010年10号 - 2011年1号
- ごっこ（小路啓之）2010年11号 - 2011年21・22合併号、→『グランドジャンプPREMIUM』
- 君と僕のアシアト 〜タイムトラベル春日研究所〜（よしづきくみち）2010年18号 - 2011年21・22合併号、←『OhSJ』、→『グランドジャンプPREMIUM』
- 現代都市妖鬼考 霊媒師いずな（原作：真倉翔、漫画：岡野剛）2010年19号 - 2011年21・22合併号、←『OhSJ』、→『グランドジャンプ』（「霊媒師いずな Ascension」に改題）
- 地獄のアリス（松本次郎）2010年20号 - 2011年21・22合併号、月1連載、→『グランドジャンプPREMIUM』
- Dr.DMAT〜瓦礫の下のヒポクラテス〜（原作：高野洋、漫画：菊池昭夫）2011年1号 - 2011年21・22合併号、→『グランドジャンプPREMIUM』
- もし高校野球の女子マネージャーがドラッカーの『マネジメント』を読んだら（原作：岩崎夏海、漫画：椿あす）2011年2号 - 2011年21・22合併号、→『グランドジャンプPREMIUM』
- ソウルメッセンジャー（原作：藤沢とおる、漫画：きたがわ翔）2011年8号 - 2011年21・22合併号
- JUDGE MEN（東條仁）2011年9号 - 2011年21・22合併号
- ももそら（イトカツ）2011年10号 - 2011年21・22合併号
- ちゃりこちんぷい（原作：小池倫太郎、漫画：玉置勉強）2011年11号 - 2011年21・22合併号、→『グランドジャンプPREMIUM』
- スカイハイ・ヘヴン（髙橋ツトム）2011年14号 - 同年15号

## 映像化作品

### アニメ化
| 作品         | 放送年          | アニメーション制作 | 備考              |
| ------------ | --------------- | ------------------ | ----------------- |
| バーテンダー | 2006年（第1作） | パルムスタジオ     | 第2作は他誌で掲載 |

| 作品             | 発売年        | アニメーション制作 | 備考 |
| ---------------- | ------------- | ------------------ | ---- |
| GOLDEN BOY       | 1995年-1996年 | A.P.P.P.           |      |
| 企業戦士YAMAZAKI | 1997年        | リップルフィルム   |      |

### 実写化
| 作品                              | 放送年              | 制作                            | 備考                                    |
| --------------------------------- | ------------------- | ------------------------------- | --------------------------------------- |
| 緋が走る                          | 1999年              | NHK                             | タイトルは「緋が走る～陶芸青春記～」    |
| 江戸前鮨職人きららの仕事          | 2005年              | ドリマックス・テレビジョン、TBS |                                         |
| どんまい!                         | 2005年              | NHK                             |                                         |
| JIN-仁-（国内ドラマ・韓国ドラマ） | 2009年（国内第1期） | TBS                             | 第2期のタイトルは「JIN-仁- 完結編」     |
| JIN-仁-（国内ドラマ・韓国ドラマ） | 2011年（国内第2期） | TBS                             | 第2期のタイトルは「JIN-仁- 完結編」     |
| JIN-仁-（国内ドラマ・韓国ドラマ） | 2012年（韓国）      | MBC                             | タイトルは「Dr.JIN」                    |
| ゴタ消し -示談交渉人 白井虎次郎-  | 2011年              | 読売テレビ                      | タイトルは「示談交渉人 ゴタ消し」       |
| バーテンダー                      | 2011年              | ジェイ・ストーム                |                                         |
| トクボウ 朝倉草平                 | 2014年              | MMJ（協力）                     | タイトルは「トクボウ 警察庁特殊防犯課」 |
| 黒服物語                          | 2014年              | テレビ朝日、MMJ                 |                                         |

| 作品                    | 配信年 | 制作     | 備考 |
| ----------------------- | ------ | -------- | ---- |
| 交通事故鑑定人 環倫一郎 | 2011年 | 東北新社 |      |

| 作品             | 発売年 | 制作             | 備考 |
| ---------------- | ------ | ---------------- | ---- |
| 企業戦士YAMAZAKI | 1995年 | 円谷映像（協力） |      |
| 世紀末博狼伝サガ | 1997年 | N/A              |      |

## 発行部数
- 2004年（2003年9月 - 2004年8月） 370,000部[7]
- 2005年（2004年9月 - 2005年8月） 357,917部[7]
- 2006年（2005年9月 - 2006年8月） 355,417部[7]
- 2007年（2006年9月 - 2007年8月） 351,250部[7]
- 2008年（2007年10月 - 2008年9月） 342,500部[7]

|        | 1〜3月     | 4〜6月     | 7〜9月     | 10〜12月   |
| ------ | ---------- | ---------- | ---------- | ---------- |
| 2008年 |            | 341,667 部 | 339,167 部 | 335,834 部 |
| 2009年 | 320,834 部 | 310,000 部 | 305,000 部 | 301,667 部 |
| 2010年 | 283,334 部 | 268,334 部 | 256,667 部 | 246,667 部 |
| 2011年 | 236,667 部 | 201,667 部 | 199,167 部 |            |

## 増刊号
スーパージャンプα
1993年頃より刊行。1995年9月に単独誌『MANGAオールマン』となる。
オースーパージャンプ
1996年より2004年まで月1回刊、以降はほぼ隔月刊であったが、2010年8月号を最後に休刊している。
YOU&SUPER JUMP
2002年7月29日発売。『YOU』20周年記念の共同増刊号（『スーパージャンプ』9月5日増刊）で、執筆者は女性の漫画家が多かった。
ガールズジャンプ
2010年12月15日発売（1月25日増刊）。執筆者は全て女性の漫画家のみで構成されている。
まんぷくジャンプ
2011年1月18日発売（2月25日増刊）。休刊となった『OhSJ』や『漫'Sプレイボーイ』などの集英社の雑誌で連載あるいは読切として掲載されていた料理・グルメ漫画の新作や、集英社などで執筆する漫画家の読切作品を掲載した。
スーパージャンプhigh
テーマ別の新増刊であったが、2011年6月29日に発売（8月1日増刊）された1号（「歴史」がテーマ）のみに終わった。